# Радди, Джон
Джон То́мас Го́рдон Ра́дди (англ. John Thomas Gordon Ruddy; родился 24 октября 1986 года) — английский футболист, вратарь клуба «Ньюкасл Юнайтед».
Начал карьеру в клубе «Кембридж Юнайтед». В возрасте 19 лет перешёл в ливерпульский «Эвертон». За пять лет провёл лишь один матч за «Эвертон», однако отыграл за восемь разных клубов на правах аренды. В 2010 году перешёл в «Норвич Сити». В 2012 году сыграл один матч за национальную сборную Англии.

## Клубная карьера
Джон Радди начал карьеру в клубе «Кембридж Юнайтед». Он дебютировал за клуб 8 мая 2004 года в матче против «Лейтон Ориент», в котором сумел отразить пенальти и сохранить свои ворота «сухими». В сезоне 2004/05 стал основным голкипером «Кембриджа», сыграв за команду в 39 матчах. В ноябре 2004 года приглашался на просмотр в «Манчестер Юнайтед». Летом 2005 года перешёл в «Эвертон» за £250 000.
В сентябре 2005 года Радди отправился в аренду в клуб «Уолсолл», сыграв за него пять матчей. Позднее в том же году играл на правах аренды за «Рашден энд Даймондс» и «Честер Сити».
В феврале 2006 года Радди сыграл свой первый и единственный матч за «Эвертон». В начале встречи против «Блэкберн Роверс» за игру рукой вне штрафной площади был удалён вратарь «ирисок» Иан Тернер. На замену ему вышел Джон Радди, являвшийся тогда четвёртым голкипером «Эвертона» (основной и второй голкипер были травмированы, а Тернер был третьим вратарём). Выйдя на поле, Радди действовал уверенно, сохранив ворота «сухими», а «ириски», несмотря на игру в меньшинстве, добились минимальной победы со счётом 1:0.
В сентябре 2006 года Радди вновь отправился в аренду, на этот раз — в клуб «Стокпорт Каунти». В феврале голкипер отправился в месячную аренду в «Рексем». 21 апреля того же года на правах аренды перешёл в «Бристоль Сити», в котором была тяжёлая ситуация с травмами вратарей, сыграв один матч за клуб. С февраля по май 2008 года играл за «Стокпорт» на правах аренды. В январе 2009 года отправился в аренду в клуб «Кру Александра», за который провёл 19 матчей.
24 июля 2009 года отправился в аренду в шотландский клуб «Мотеруэлл». В сезоне 2009/10 Радди сыграл за клуб 37 матчей.
5 июля 2010 года Радди наконец покинул «Эвертон», подписав контракт с клубом «Норвич Сити», выступавшим в Чемпионате Футбольной лиги. Дебют Радди за «канареек» состоялся 6 августа 2010 года в матче против «Уотфорда», в котором «Норвич» уступил со счётом 2:3. 14 августа он провёл свой первый «сухой» матч за «Норвич» в игре против «Сканторп Юнайтед». Всего в сезоне 2010/11 Джон сыграл в 45 из 46 матчей «Норвича» в лиге и помог своей команде квалифицироваться в Премьер-лигу.
В сезоне 2011/12 Радди провёл 37 матчей в Премьер-лиге и был признан «игроком сезона» в «Норвич Сити».

## Карьера в сборной
16 мая 2012 года Радди получил свой первый вызов в национальную сборную Англии, когда Рой Ходжсон объявил состав сборной Англии на Евро-2012. Однако вскоре он сломал палец, и его место в составе сборной на Евро-2012 занял Джек Батленд. 10 августа Радди вновь был вызван в сборную на товарищеский матч против сборной Италии. Он вышел на замену Батленду после перерыва, сыграв свой первый матч за национальную сборную. В матче он сделал несколько сейвов, а англичане праздновали победу со счётом 2:1.

## Личные достижения
- Игрок года в «Норвич Сити»: 2011/12